# Vertebrata (algue)
Cet article concerne le genre d'algues rouges. Pour le sous-embranchement en zoologie, voir Vertebrata.
Genre
Vertebrata est un genre d'algues rouges de la famille des Rhodomelaceae.

## Nomenclature
L'espèce type est Vertebrata fastigiata, qui est un synonyme hétérotypique de Vertebrata lanosa. 

## Liste d'espèces
Selon AlgaeBase (23 juil. 2012) :
- Vertebrata acanthina (J.Agardh) Kuntze (Sans vérification)
- Vertebrata aculeata (C.Agardh) Kuntze (Sans vérification)
- Vertebrata adscendens (Meneghini) Kuntze (Sans vérification)
- Vertebrata agardhiana Kuntze (Sans vérification)
- Vertebrata amoena (Kützing) Kuntze (Sans vérification)
- Vertebrata angustissima (Kützing) Kuntze (Sans vérification)
- Vertebrata anisogona (J.Hooker & Harvey) Kuntze (Sans vérification)
- Vertebrata arachnoidea (C.Agardh) Kuntze (Sans vérification)
- Vertebrata arborescens (Kützing) Kuntze (Sans vérification)
- Vertebrata arctica (J.Agardh) Kuntze (Sans vérification)
- Vertebrata arenaria (Kützing) Kuntze (Sans vérification)
- Vertebrata arenicola (Kützing) Kuntze (Sans vérification)
- Vertebrata argus (Kützing) Kuntze (Sans vérification)
- Vertebrata asperula (Kützing) Kuntze (Sans vérification)
- Vertebrata aterrima (J.Hooker & Harvey) Kuntze (Sans vérification)
- Vertebrata atra (Zanardini) Kuntze (Sans vérification)
- Vertebrata atricapilla (J.Agardh) Kuntze (Sans vérification)
- Vertebrata atrorubescens (Dillwyn) Kuntze (Sans vérification)
- Vertebrata aurata (Harvey) Kuntze (Sans vérification)
- Vertebrata baileyi (Harvey) Kuntze (Sans vérification)
- Vertebrata bambusina (Meneghini) Kuntze (Sans vérification)
- Vertebrata bartlingiana (Kützing) Kuntze (Sans vérification)
- Vertebrata biasolettiana (Zanardini) Kuntze (Sans vérification)
- Vertebrata binderi (Sonder ex Kützing) Kuntze (Sans vérification)
- Vertebrata bipinnata (Postels & Ruprecht) Kuntze (Sans vérification)
- Vertebrata blandii (Harvey) Kuntze (Sans vérification)
- Vertebrata breviarticulata (C.Agardh) Kuntze (Sans vérification)
- Vertebrata byssoides (Goodenough & Woodward) Kuntze (Sans vérification)
- Vertebrata caespitula (Sonder) Kuntze (Sans vérification)
- Vertebrata callitricha (Kützing) Kuntze (Sans vérification)
- Vertebrata camptoclada (Montagne) Kuntze (Sans vérification)
- Vertebrata cancellata (Harvey) Kuntze (Sans vérification)
- Vertebrata castagnei (Kützing) Kuntze (Sans vérification)
- Vertebrata ceratoclada (Montagne) Kuntze (Sans vérification)
- Vertebrata chrysoderma (Kützing) Kuntze (Sans vérification)
- Vertebrata cloiophylla (C.Agardh) Kuntze (Sans vérification)
- Vertebrata coarctata (Kützing) Kuntze (Sans vérification)
- Vertebrata codicola (Zanardini ex Frauenfeld) Kuntze (Sans vérification)
- Vertebrata colensoi (J.Hooker & Harvey) Kuntze (Sans vérification)
- Vertebrata collabens (C.Agardh) Kuntze (Sans vérification)
- Vertebrata comatula (Kützing) Kuntze (Sans vérification)
- Vertebrata commutata (Kützing) Kuntze (Sans vérification)
- Vertebrata complanata (Clemente) Kuntze (Sans vérification)
- Vertebrata condensata (Kützing) Kuntze (Sans vérification)
- Vertebrata coralloides (Suhr ex Kützing) Kuntze (Sans vérification)
- Vertebrata corymbifera (C.Agardh) Kuntze (Sans vérification)
- Vertebrata corymbosa (J.Agardh) Kuntze (Sans vérification)
- Vertebrata crassiuscula (Harvey) Kuntze (Sans vérification)
- Vertebrata curta (Kützing) Kuntze (Sans vérification)
- Vertebrata cuspidata (J.Agardh) Kuntze (Sans vérification)
- Vertebrata cymosa (Kützing) Kuntze (Sans vérification)
- Vertebrata dalmatica (Kützing) Kuntze (Sans vérification)
- Vertebrata dasyiformis (Kützing) Kuntze (Sans vérification)
- Vertebrata decipiens (Montagne) Kuntze (Sans vérification)
- Vertebrata dendritica (C.Agardh) Kuntze (Sans vérification)
- Vertebrata denticulata Kuntze (Sans vérification)
- Vertebrata denudata (Dillwyn) Kuntze (Sans vérification)
- Vertebrata derbesii (Solier ex Kützing) Kuntze (Sans vérification)
- Vertebrata deusta (Roth) Kuntze (Sans vérification)
- Vertebrata dichocephala (Kützing) Kuntze (Sans vérification)
- Vertebrata dichotoma (Kützing) Kuntze (Sans vérification)
- Vertebrata dictyurus (J.Agardh) Kuntze (Sans vérification)
- Vertebrata dillwynii (Kützing) Kuntze (Sans vérification)
- Vertebrata disticha (Zanardini) Kuntze (Sans vérification)
- Vertebrata divaricata (C.Agardh) Kuntze (Sans vérification)
- Vertebrata divergens (J.Agardh) Kuntze (Sans vérification)
- Vertebrata dumosa (J.Hooker & Harvey) Kuntze (Sans vérification)
- Vertebrata dysanophora (Kützing) Kuntze (Sans vérification)
- Vertebrata echinata (Harvey) Kuntze (Sans vérification)
- Vertebrata elongata (Hudson) Kuntze (Sans vérification)
- Vertebrata elongella (Harvey) Kuntze (Sans vérification)
- Vertebrata ericoides (Harvey) Kuntze (Sans vérification)
- Vertebrata erythraea (J.Agardh) Kuntze (Sans vérification)
- Vertebrata erythrocoma (Kützing) Kuntze (Sans vérification)
- Vertebrata exigua (Kützing) Kuntze (Sans vérification)
- Vertebrata exilis (Harvey) Kuntze (Sans vérification)
- Vertebrata falcata (Kützing) Kuntze (Sans vérification)
- Vertebrata fasciculata (Kützing) Kuntze (Sans vérification)
- Vertebrata ferox (J.Agardh) Kuntze (Sans vérification)
- Vertebrata ferulacea (Suhr ex J.Agardh) Kuntze (Sans vérification)
- Vertebrata fibrata (Dillwyn) Kuntze (Sans vérification)
- Vertebrata fibrillosa (C.Agardh) Kuntze (Sans vérification)
- Vertebrata figariana (Zanardini) Kuntze (Sans vérification)
- Vertebrata filipendula (Harvey ex J.Agardh) Kuntze (Sans vérification)
- Vertebrata flabelliformis (J.D.Hooker & Harvey) Kuntze (Sans vérification)
- Vertebrata flabellulata (Harvey) Kuntze (Sans vérification)
- Vertebrata flexella (C.Agardh) Kuntze (Sans vérification)
- Vertebrata flocculosa (C.Agardh) Kuntze (Sans vérification)
- Vertebrata foeniculacea (C.Agardh) Kuntze (Sans vérification)
- Vertebrata fracta (Harvey) Kuntze (Sans vérification)
- Vertebrata frutex (Harvey) Kuntze (Sans vérification)
- Vertebrata fruticulosa (Wulfen) Kuntze (Sans vérification)
- Vertebrata fucoides (Hudson) Kuntze (Sans vérification)
- Vertebrata funebris (De Notaris ex J.Agardh) Kuntze (Sans vérification)
- Vertebrata furcellata (C.Agardh) Kuntze (Sans vérification)
- Vertebrata fuscescens (Harvey) Kuntze (Sans vérification)
- Vertebrata gaudichaudii (C.Agardh) Kuntze (Sans vérification)
- Vertebrata gonatophora (Kützing) Kuntze (Sans vérification)
- Vertebrata gorgoniae (Harvey) Kuntze (Sans vérification)
- Vertebrata guernisaci (P.L.Crouan & H.M.Crouan) Kuntze (Sans vérification)
- Vertebrata haematites (Kützing) Kuntze (Sans vérification)
- Vertebrata hamulifera (Kützing) Kuntze (Sans vérification)
- Vertebrata hapalacantha (Harvey) Kuntze (Sans vérification)
- Vertebrata harlandii (Harvey) Kuntze (Sans vérification)
- Vertebrata harveyi (Bailey) Kuntze (Sans vérification)
- Vertebrata havanensis (Montagne) Kuntze (Sans vérification)
- Vertebrata hirta (J.Agardh) Kuntze (Sans vérification)
- Vertebrata hispida (Zanardini) Kuntze (Sans vérification)
- Vertebrata hookeri (Harvey) Kuntze (Sans vérification)
- Vertebrata humilis (Kützing) Kuntze (Sans vérification)
- Vertebrata hypnoides (Welwitsch) Kuntze (Sans vérification)
- Vertebrata hystrix (J.Hooker & Harvey) Kuntze (Sans vérification)
- Vertebrata implexa (J.Hooker & Harvey) Kuntze (Sans vérification)
- Vertebrata impolita (Zanardini) Kuntze (Sans vérification)
- Vertebrata incompta (Harvey) Kuntze (Sans vérification)
- Vertebrata incurva (Zanardini) Kuntze (Sans vérification)
- Vertebrata infestans (Harvey) Kuntze (Sans vérification)
- Vertebrata intricata (C.Agardh) Kuntze (Sans vérification)
- Vertebrata juncea (Kützing) Kuntze (Sans vérification)
- Vertebrata kellneri (Zanardini) Kuntze (Sans vérification)
- Vertebrata kuetzingiana Kuntze (Sans vérification)
- Vertebrata lanosa (Linnaeus) T.A.Christensen
- Vertebrata lasiorhiza (Kützing) Kuntze (Sans vérification)
- Vertebrata laxa (Kützing) Kuntze (Sans vérification)
- Vertebrata laxiuscula (Meneghini ex Kützing) Kuntze (Sans vérification)
- Vertebrata lepadicola (Lyngbye) Kuntze (Sans vérification)
- Vertebrata leptoclada (Montagne) Kuntze (Sans vérification)
- Vertebrata leptura (Kützing) Kuntze (Sans vérification)
- Vertebrata linocladia (Kützing) Kuntze (Sans vérification)
- Vertebrata longiarticulata (Zanardini) Kuntze (Sans vérification)
- Vertebrata lophura (Kützing) Kuntze (Sans vérification)
- Vertebrata lophuroides (Kützing) Kuntze (Sans vérification)
- Vertebrata lusitanica (Montagne ex Kützing) Kuntze (Sans vérification)
- Vertebrata lutensis (Zanardini) Kuntze (Sans vérification)
- Vertebrata lyallii (J.Hooker & Harvey) Kuntze (Sans vérification)
- Vertebrata macrocephala (Zanardini) Kuntze (Sans vérification)
- Vertebrata macroclonia (Kützing) Kuntze (Sans vérification)
- Vertebrata mallardiae (Harvey) Kuntze (Sans vérification)
- Vertebrata melanochroa (Kützing) Kuntze (Sans vérification)
- Vertebrata microcarpa (J.Hooker & Harvey) Kuntze (Sans vérification)
- Vertebrata mollis (J.Hooker & Harvey) Kuntze (Sans vérification)
- Vertebrata monilifera (J.Hooker & Harvey) Kuntze (Sans vérification)
- Vertebrata monocarpa (Montagne) Kuntze (Sans vérification)
- Vertebrata morrowii (Harvey) Kuntze (Sans vérification)
- Vertebrata multicapsularis (Zanardini) Kuntze (Sans vérification)
- Vertebrata myriococca (Kützing) Kuntze (Sans vérification)
- Vertebrata nana (Kützing) Kuntze (Sans vérification)
- Vertebrata nebulosa (Zanardini) Kuntze (Sans vérification)
- Vertebrata neglecta (Harvey) Kuntze (Sans vérification)
- Vertebrata nigrita (Sonder) Kuntze (Sans vérification)
- Vertebrata nitens (Meneghini) Kuntze (Sans vérification)
- Vertebrata nodifera (Kützing) Kuntze (Sans vérification)
- Vertebrata nutans (Montagne) Kuntze (Sans vérification)
- Vertebrata obscura (Sonder) Kuntze (Sans vérification)
- Vertebrata olneyi (Harvey) Kuntze (Sans vérification)
- Vertebrata opaca (C.Agardh) Kuntze (Sans vérification)
- Vertebrata ophiocarpa (Kützing) Kuntze (Sans vérification)
- Vertebrata orbigniana (Kützing) Kuntze (Sans vérification)
- Vertebrata ornata (J.Agardh) Kuntze (Sans vérification)
- Vertebrata paniculata (J.Agardh) Kuntze (Sans vérification)
- Vertebrata pantophloea (Kützing) Kuntze (Sans vérification)
- Vertebrata pappeana (Kützing) Kuntze (Sans vérification)
- Vertebrata parasitica (Hudson) Kuntze (Sans vérification)
- Vertebrata parvula Kuntze (Sans vérification)
- Vertebrata patens (Greville) Kuntze (Sans vérification)
- Vertebrata patula (Kützing) Kuntze (Sans vérification)
- Vertebrata pauperula (Kützing) Kuntze (Sans vérification)
- Vertebrata pecten (J.Areschoug) Kuntze (Sans vérification)
- Vertebrata pecten-veneris (Harvey) Kuntze (Sans vérification)
- Vertebrata pennata (C.Agardh) Kuntze (Sans vérification)
- Vertebrata phleborhiza (Kützing) Kuntze (Sans vérification)
- Vertebrata polycarpa (Kützing) Kuntze (Sans vérification)
- Vertebrata polychotoma (Kützing) Kuntze (Sans vérification)
- Vertebrata polymorpha (Linnaeus) Kuntze (Sans vérification)
- Vertebrata polyphora (Kützing) Kuntze (Sans vérification)
- Vertebrata polyphysa (Kützing) Kuntze (Sans vérification)
- Vertebrata purpurea (C.Agardh) Kuntze (Sans vérification)
- Vertebrata pycnocoma (Kützing) Kuntze (Sans vérification)
- Vertebrata pycnophloea (Kützing) Kuntze (Sans vérification)
- Vertebrata pygmaea (Kützing) Kuntze (Sans vérification)
- Vertebrata radicans (Kützing) Kuntze (Sans vérification)
- Vertebrata regularis (Kützing) Kuntze (Sans vérification)
- Vertebrata repens (Kützing) Kuntze (Sans vérification)
- Vertebrata requienii (Montagne ex Kützing) Kuntze (Sans vérification)
- Vertebrata richardsonii (J.Hooker & Harvey) Kuntze (Sans vérification)
- Vertebrata rigens (C.Agardh) Kuntze (Sans vérification)
- Vertebrata rigidula (Kützing) Kuntze (Sans vérification)
- Vertebrata robusta (Kützing) Kuntze (Sans vérification)
- Vertebrata rudis (J.Hooker & Harvey) Kuntze (Sans vérification)
- Vertebrata rufolanosa (Harvey) Kuntze (Sans vérification)
- Vertebrata rugulosa (Kützing) Kuntze (Sans vérification)
- Vertebrata rutilans (Kützing) Kuntze (Sans vérification)
- Vertebrata sanguinea (C.Agardh) Kuntze (Sans vérification)
- Vertebrata saxicola (Zanardini) Kuntze (Sans vérification)
- Vertebrata scoparia (Kützing) Kuntze (Sans vérification)
- Vertebrata secunda (C.Agardh) Kuntze (Sans vérification)
- Vertebrata secundata (Suhr ex Kützing) Kuntze (Sans vérification)
- Vertebrata senticulosa (Harvey) Kuntze (Sans vérification)
- Vertebrata sertularioides (Grateloup) Kuntze (Sans vérification)
- Vertebrata setigera (Kützing) Kuntze (Sans vérification)
- Vertebrata simpliciuscula (P.L.Crouan & H.M.Crouan) Kuntze (Sans vérification)
- Vertebrata simulans (Harvey) Kuntze (Sans vérification)
- Vertebrata solieri (J.Agardh) Kuntze (Sans vérification)
- Vertebrata spinifera (Kützing) Kuntze (Sans vérification)
- Vertebrata spinosa (C.Agardh) Kuntze (Sans vérification)
- Vertebrata spinosissima (Harvey) Kuntze (Sans vérification)
- Vertebrata spinulosa (Greville) Kuntze (Sans vérification)
- Vertebrata squarrosa (Kützing) Kuntze (Sans vérification)
- Vertebrata stictophlaea (Kützing) Kuntze (Sans vérification)
- Vertebrata stimpsonii (Harvey) Kuntze (Sans vérification)
- Vertebrata strictissima (J.Hooker & Harvey) Kuntze (Sans vérification)
- Vertebrata strictoides (Kützing) Kuntze (Sans vérification)
- Vertebrata stuposa (Zanardini ex Kützing) Kuntze (Sans vérification)
- Vertebrata subadunca (Kützing) Kuntze (Sans vérification)
- Vertebrata subcontinua (C.Agardh) Kuntze (Sans vérification)
- Vertebrata subtilissima (Montagne) Kuntze (Sans vérification)
- Vertebrata subulata (Ducluzeau) Kuntze (Sans vérification)
- Vertebrata subulifera (C.Agardh) Kuntze (Sans vérification)
- Vertebrata succulenta (Harvey) Kuntze (Sans vérification)
- Vertebrata sulivanae (J.D.Hooker & Harvey) Kuntze (Sans vérification)
- Vertebrata tasmanica (Sonder) Kuntze (Sans vérification)
- Vertebrata tenebrosa (Harvey) Kuntze (Sans vérification)
- Vertebrata tenella (C.Agardh) Kuntze (Sans vérification)
- Vertebrata tenerrima (Kützing) Kuntze (Sans vérification)
- Vertebrata tenuistriata (J.Hooker & Harvey) Kuntze (Sans vérification)
- Vertebrata thyrsigera (J.Agardh) Kuntze (Sans vérification)
- Vertebrata trichodes (Kützing) Kuntze (Sans vérification)
- Vertebrata tripinnata (Harvey) Kuntze (Sans vérification)
- Vertebrata umbellifera (Kützing) Kuntze (Sans vérification)
- Vertebrata urbana (Harvey) Kuntze (Sans vérification)
- Vertebrata urceolata (Lightfoot ex Dillwyn) Kuntze (Sans vérification)
- Vertebrata utricularis (Zanardini) Kuntze (Sans vérification)
- Vertebrata vaga (Kützing) Kuntze (Sans vérification)
- Vertebrata vagabunda (Harvey) Kuntze (Sans vérification)
- Vertebrata variabilis (J.Hooker & Harvey) Kuntze (Sans vérification)
- Vertebrata variegata (C.Agardh) Kuntze (Sans vérification)
- Vertebrata veneta (Zanardini) Kuntze (Sans vérification)
- Vertebrata versicolor (J.Hooker & Harvey) Kuntze (Sans vérification)
- Vertebrata verticillata (Harvey) Kuntze (Sans vérification)
- Vertebrata vestita (J.Agardh) Kuntze (Sans vérification)
- Vertebrata vidovichii (Meneghini ex Kützing) Kuntze (Sans vérification)
- Vertebrata villum (J.Agardh) Kuntze (Sans vérification)
- Vertebrata violacea (Roth) Kuntze (Sans vérification)
- Vertebrata virgata (C.Agardh) Kuntze (Sans vérification)
- Vertebrata woodii (Harvey) Kuntze (Sans vérification)